# Cleome siliculifera
Cleome siliculifera là một loài thực vật có hoa trong họ Màng màng. Loài này được Eichler mô tả khoa học đầu tiên năm 1865.